# The cake is a lie

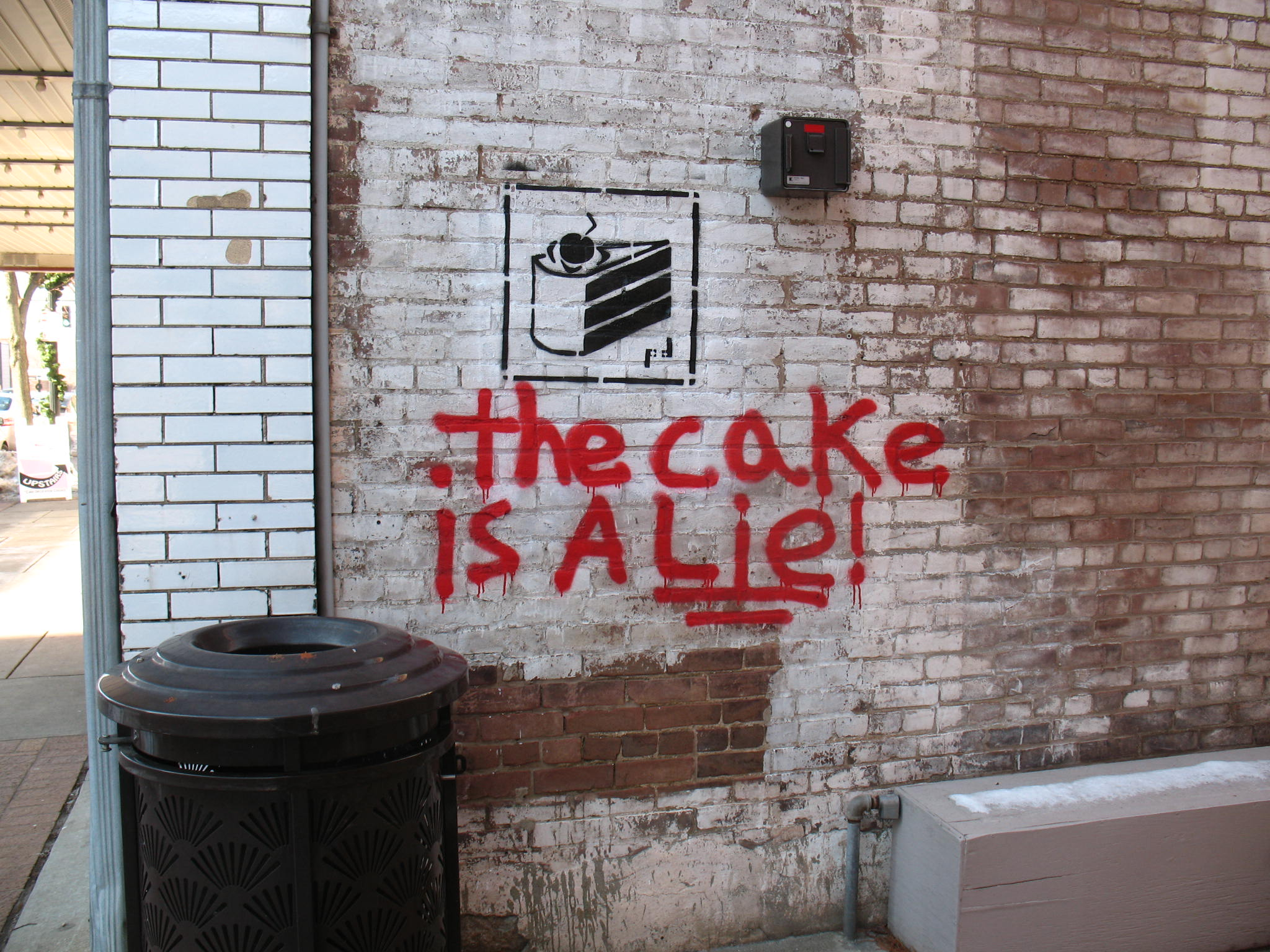
Графіті «The cake is a lie» червоною фарбою та зображенням торта з гри на стіні

The Cake is a Lie (укр. Торт — це брехня) — інтернет-мем, що вперше з'явився відеогрі 2007 року Portal. Згідно з сюжетом, надпис намальований на стіні Дагом Раттманном, для попередження гравця про брехню з боку GLaDOS, головного антагоніста гри. Він був задуманий командою розробників гри як незначне відсилання та жарт, про те, що гравець ніколи не отримає обіцяну винагороду. Фраза поширилась далеко за межі спільноти гри.

## Використання

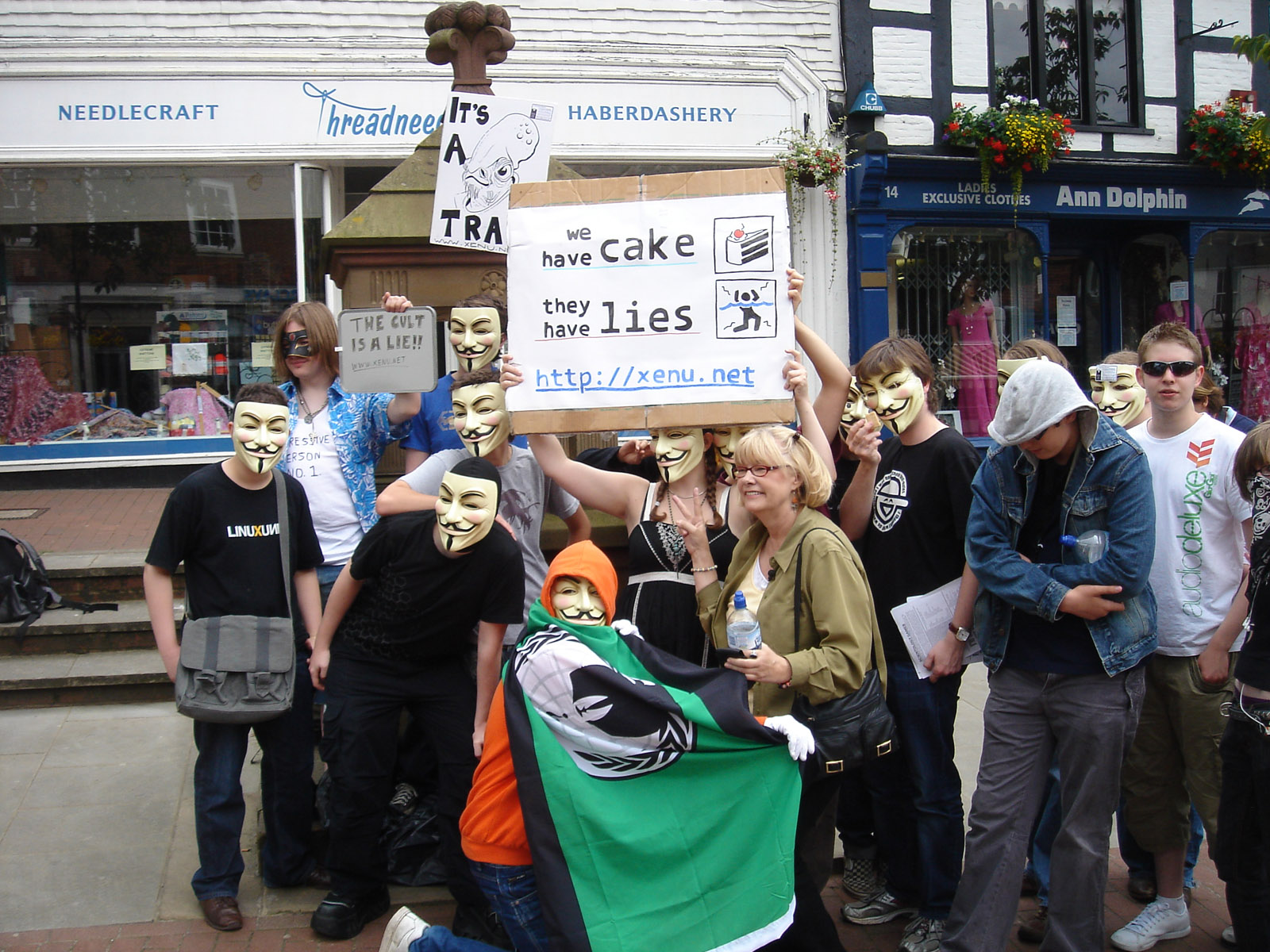
Приклад того, як оригінальна фраза була модифікована і використана в абсолютно різних контекстах учасниками Operation Clambake

Початковим контекстом фрази «The cake is a lie» було те що торт, який використовувався для мотивації ігрового персонажа Portal Челл, насправді був вигадкою.
Фраза з часом віддалилася від свого первісного контексту через багаторазове використання в інтернет-культурі. Наприклад, фраза використовується як ідіома для позначення переслідування порожньої, недосяжної мети, або як точка відліку в обговоренні протестів щодо недоліків алгоритму британської системи освіти науковцем-дослідником. «The cake is a lie» також використовується для реальних тортів, як відсилання до Portal.

## Походження

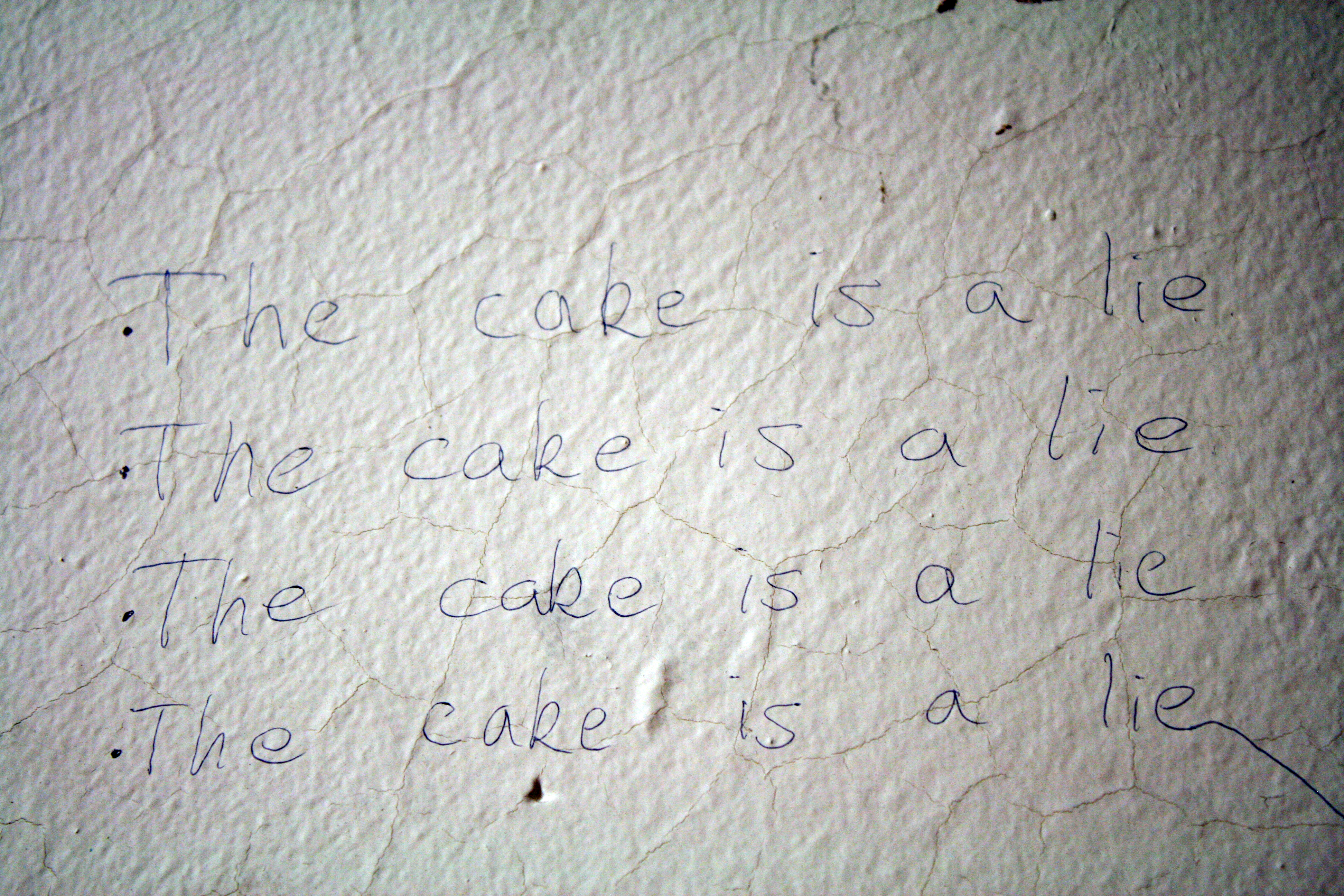
Portal повідомлення намальоване товстими чорнильними літерами на голих бетонних стінах

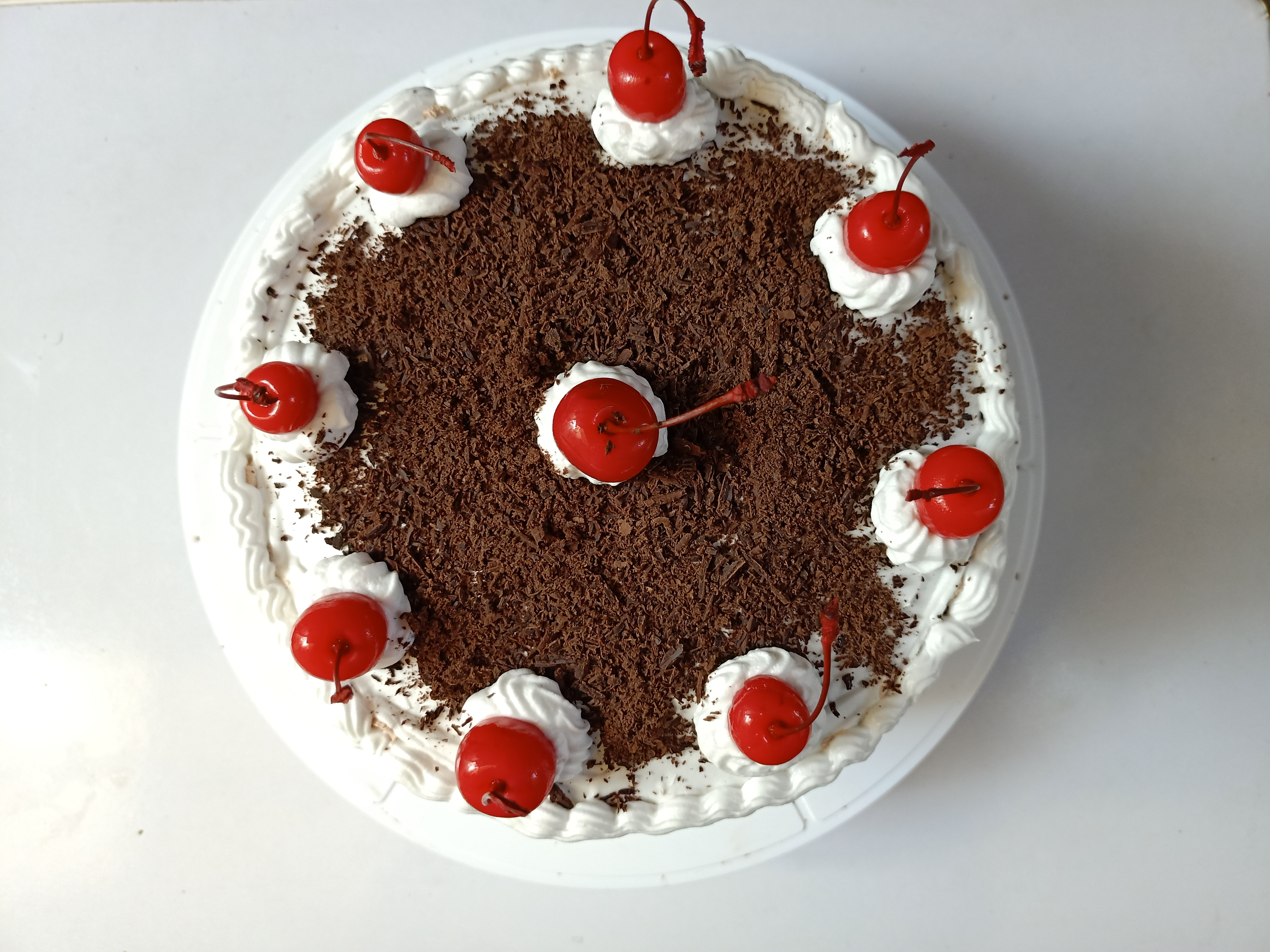
Торт Шварцвальд

Фраза вперше з'являється у відеогрі 2007 року — Portal, Її можна знайти надряпаною в прихованих закутках випробувальних камер, які гравці повинні пройти, кілька разів фраза написана Дагом Раттменом, останнім вцілілим науковцем Aperture Science, що вижив після інциденту з нейротоксином. Йдеться про те, що штучний інтелект, який проводить Челл через кімнати, GLaDOS, обіцяє торт як винагороду, якщо вона пройде всі тестові кімнати. Однак GLaDOS виявляється дволиким, і Реттман залишив повідомлення як попередження. Торт згадується у тексті пісні, що звучить у фінальних титрах гри, «Still Alive».
Сценаристи Portal Ерік Волпау та Чет Фалішек розробили цю фразу як сюжетний трюк, «тематичний якір, який пропонує посміхнутися кілька разів під час встановлення, розкриття та сцени після титрів», не беручи до уваги її потенціал стати вірусним феноменом, оскільки Вольпав і Фалішек передбачали, що обруч, який падає з неба після того, як персонаж гравця викидає з вибухнувшого об'єкта, більше сподобається фанатам. Ідея використання торта як запропонованої винагороди виникла на початку процесу розробки Portal, коли автори зібралися групою, щоб визначити, на якому філософі чи філософській школі базуватиметься їхня гра. Консенсусу було досягнуто, коли один з членів команди припустив, що багато людей люблять торт. Згадки про торт, а також додаткові повідомлення, що зустрічаються гравцеві за лаштунками тестових камер, були написані та намальовані Кім Свіфт. Свіфт була натхненна версією Торта Шварцвальд, яку пропонувала Regent Bakery and Cafe в Редмонді, штат Вашингтон, що знаходиться неподалік від колишніх офісів Valve — розробника і видавця Portal.

## Поширення
«Торт — це брехня» став часто цитуватися на численних форумах і блогах всім інтернетом. Дон Колдуелл, головний редактор сайту Know Your Meme, сказав, що меми-крилаті фрази на кшталт «торт — це брехня» легко поширюються в Інтернеті й мають дуже низький вхідний бар'єр для участі в їх поширенні.
Інтерес до фрази зменшився на початку 2009 року, перш ніж вона пережила відродження популярності 6 липня того ж року, яке Колдуелл пов'язує з коміксом xkcd, що посилається на цю фразу. Тайлер Вайлд з GamesRadar зазначив, що «Торт — це брехня» став однією з найбільш повторюваних цитат у відеоіграх до 2009 року. Стівен Тотілло, який був редактором на MTV.com у 2008 році, приписав частину широкої популярності Portal цій фразі, а також його тематичній пісні «Still Alive» та кубом-компаньйоном. Джеймс Девенпорт з PC Gamer сформував думку, що ключовим фактором, який сприяв популярності мему, був рік його дебюту, 2007, «в якому деякі з найлегендарніших мемів здобули славу і закріпилися на чолі параду божевільної, незрозумілої семіотики». Аманда Бреннан погодилася і припустила, що 2007 рік став точкою, коли інтернет-культура вийшла за межі нішевих форумів, таких як 4chan, і увійшла у «власну екосистему», досягнувши в процесі цього мейнстримної привабливості.
Використання фрази в популярній культурі пережило відродження у 2020 році у відповідь на поширення в соціальних мережах іншого мему на основі торта, де вона використовується як буквальний опис гіперреалістичного торта, який робиться схожим на щось інше.

### Зображення в популярній культурі

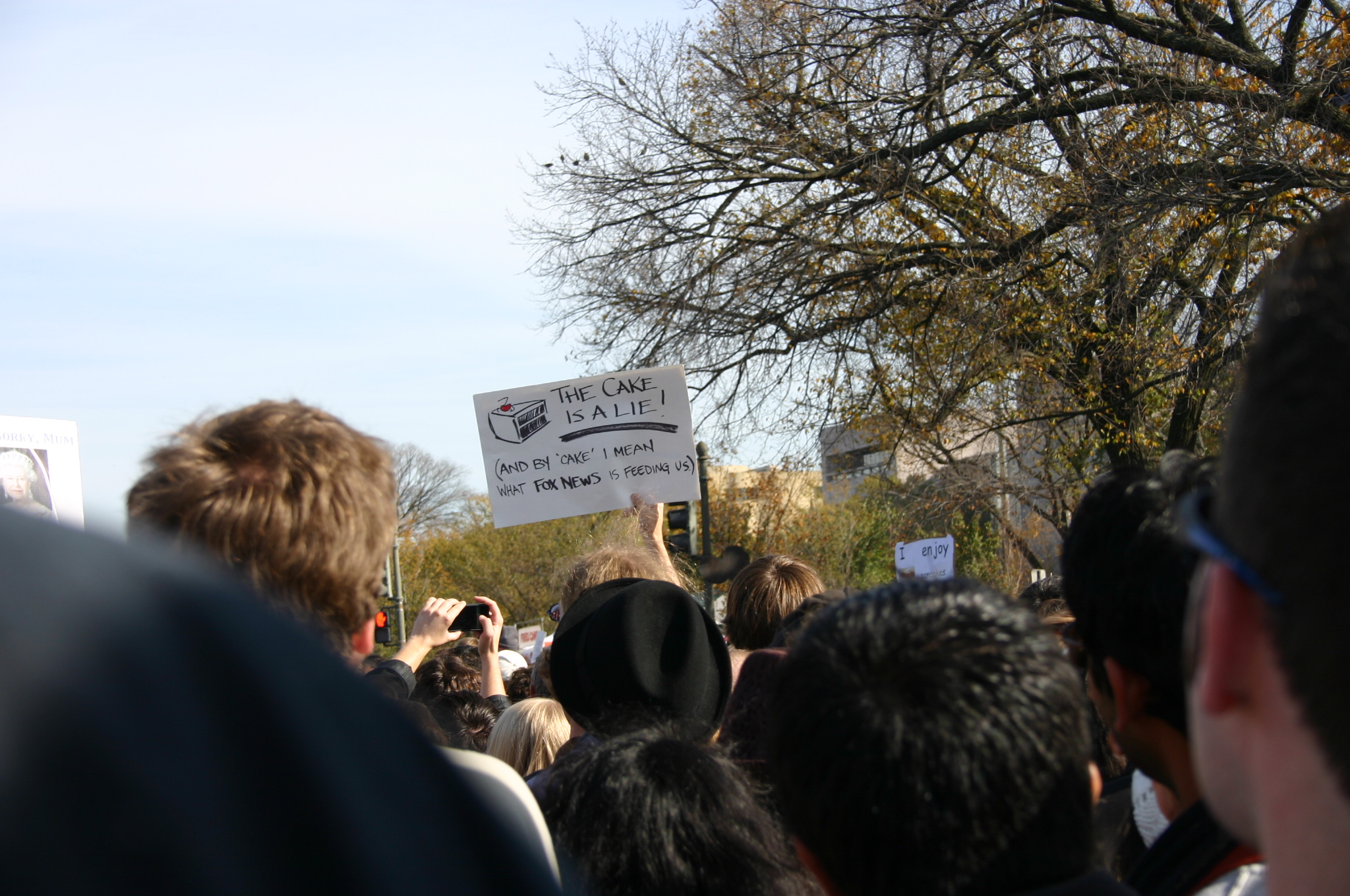
Пікетний знак на Мітингу за відновлення здорового глузду та/або страху, який посилається на фразу, що критикує американський кабельний новинний телеканал

Мем згадувався у фанатських фільмах, а також в обговореннях інших відеоігор ігровими журналістами або як великодні яйця у самих іграх. Зокрема, це Splosion Man, Dragon Age: Origins, World of Warcraft, та Assassin's Creed: Valhalla.
Фраза також зустрічалася в інших контекстах. Вона була зображена на наклейці, розміщеній на антисаєнтологічній демонстрації перед лондонським саєнтологічним офісом у березні 2008 року. У сюжеті KJRH-TV, присвяченому групі Sooner Paranormal of Oklahoma, яка займається «паранормальні розслідування та дослідження», було показано, як член групи проходить через нібито будинок з привидами та виявляє фразу, надряпану на дошці, з натяком на те, що ця фраза має паранормальне або незвичайне походження.
Згадки про торт Portal використовуються в різних формах мерчандайзингу, як офіційних, так і неофіційних. Фраза також часто використовується в інтернет-культурі як посилання на реальні торти після виходу Portal.

## Сприняття
Відеоігрові журналісти похвалили презентацію «The cake is a lie» у Portal як добре виконаний приклад екологічної розповіді історії. Редактор Ars Technica Джонатан Нойс сказав, що «The cake is a lie» був одним з найсильніших внутрішній жарт в іграх, оскільки «All your base are belong to us». Mashable визнали «The cake is a lie» найбільш незабутнім ігровим мемом 2000-х. Пекарня «Regent Bakery» зазначила, що з моменту виходу гри її торт Шварцвальд став одним з найпопулярніших товарів.
З іншого боку, редактор The Escapist Бен "Yahtzee" Крошоу критикував надмірне використання інтернет-мемів, особливо згадуючи використання фрази як відсилання до великоднього яйця в Splosion Man. Він критикував людей, які використовують інтернет-меми, щоб надати собі індивідуальності, і стверджував, що «The cake is a lie» навряд чи був найсмішнішою річчю в Portal. В інтерв'ю 2010 року з Gamasutra про Portal 2 Волпау казав, що в майбутній грі не буде жодних жартів чи посилань на торт, оскільки його «нудить від мемів». Valve вказала, що має намір припинити просування крилатої фрази як гумору того ж року, хоча офіційно ліцензована суміш для торта для бренду Portal була створена німецьким ліцензіатом Gaya Entertainment і випущена у 2013 році.